# O Livro de Thumbelina
O Livro de Thumbelina (おやゆび姫物語, Oyayubi Hime Monogatari, traduzida como. A História da Princesa Thumbelina) é uma série de anime japonesa produzida por Enoki Films e escrita por Akiyoshi Sakai. Foi adaptada dos contos de fadas Thumbelina de Hans Christian Andersen. Foi ao ar no Japão na TV Tokyo dia 30 de setembro de 1992 e foram exibidos 26 episódios até 31 de março de 1993.
Em Portugal foi emitido entre 1993/1994 no canal RTP1 com dobragem portuguesa.

## Enredo
Maia é uma menina mal comportada e não gosta de estudar. A sua mãe, sem saber o que fazer para mudar os maus comportamentos da filha, pede ajuda a uma bruxa. Esta dá-lhe um livro com o titulo "Thumbelina" e pede-lhe que o leia para Maia. A mãe de Maia começa a ler o livro, mas pouco depois adormece. A menina sente curiosidade em saber o resto da história e pega no livro. Maia olha para a figura do livro, e repara que é ela. Nesse momento, Maia diminui de tamanho. Tenta acordar a mãe, mas não consegue. Mais tarde adormece e dois sapos levam Maia para a floresta.
Quando acorda numa flor, Maia é atacada por uma ratazana, mas é salva por Angélica, que lhe dá uns sapatos vermelhos mágicos. Angélica conta a Maia que se encontra no sonho da sua mãe. A única maneira de voltar a ver a sua mãe é Maia ir às terras do sul e falar com o Príncipe Cristal. Assim começa a jornada de Maia, que durante a sua viagem faz vários amigos.

## Elenco

### Elenco Japonês
- Māya (マーヤ), com a voz de Mika Kanai.
- Nobo/Noo Buru (ノーブル), com a voz de Fushigi Yamada.
- Mama (ママ), com a voz de Yōko Asagami.
- Kero Futo (ケロ太), com a voz de Mami Matsui.
- Gama Ko (ガマ子), com a voz de Noriko Uemura.
- Zobiru (ゾビル), com a voz de Yokoo Mari.
- Mahoutsukai no Obāsan (魔法使いのおばあさん)
- Enzerā (エンゼラー), com a voz de Satoko Munakata.
- Cassandra/Helula (ヘルーラ, Herūra), com a voz de Yōko Asagami.

## Dobragem Portuguesa
- Maia - Isabel Ribas
- Angélica - Paula Fonseca
- Nobre - Margarida Rosa Rodrigues
- Cambalhota - Carlos Freixo
- Direcção de dobragem: Carlos Freixo
- Estúdios: Matinha [3]

## Mídia
Foi produzida por Enoki Films e adaptada dos contos de fadas original de Hans Christian Andersen chamado Thumbelina e escrita por Akiyoshi Sakai. Foi ao ar no Japão na TV Tokyo em 30 de Setembro de 1992 e foram exibidos vinte e seis episódios até 31 de Março de 1993.
A série foi licenciada na América do Norte por Starmaker Entertainment, que lançou a série em VHS sob o nome Thumbelina em 16 de Dezembro de 1993. A Starmaker editou fortemente, com o diretor Jim Terry reduzindo a série para um filme de oitenta minutos. Em 2006, a Digiview Entertainment relançou a versão da Starmaker para a Região 1 de DVD como Thumbelina: A Magical Story. A série completa também está licenciada para versões de línguas regionais na América Latina pelos canais TV Azteca, Pantel, Etc...TV que transmitiram com dublagem espanhola e na Itália pelo canal Italia 1 que transmitiu com dublagem italiana.

## Banda sonora
A série usou dois temas, um tema de abertura e um tema de encerramento, os dois cantados por Yuki Matsura. O tema de abertura é "Welcome to the Planetarium/Bem-vindo ao Planetário (プラネタリウムにようこそ) enquanto o tema de encerramento é "Whistling of the Hills/Assobiando nas Colinas (口笛の丘").